# 木骨闾
木骨闾（277年以前—?），东胡人，據稱是柔然汗國统治者郁久閭氏的始祖。

## 生平
拓跋部的首領拓跋力微統治末年，鲜卑的掠骑得到一个奴隶，这个奴隶头发刚刚齐眉，忘了自己原本的姓名，他的主人给他起名「木骨闾」。木骨闾的是头秃的意思，「木骨闾」与「郁久闾」發音相近，所以他的后代子孙就以「郁久闾」作为氏族的名稱。木骨闾長大後因身体强壮而被免除奴隸的身分，成为了一名骑兵。後來在拓跋猗卢（約295年-316年）統治拓跋部的时期，木骨閭延誤了期限被定罪处斩，木骨闾逃亡並藏匿在广大沙漠的溪谷之间，聚集一百多名逃亡的罪犯，依附紇突隣部。木骨闾死后，他的儿子车鹿会强健有力，开始有了部众，自号柔然，隶属于拓跋部并受到拓跋部的差遣。

## 研究
在现代蒙古语系的语言中，木骨闾（羅馬化：Muxur）仍然是「禿」的意思，学者白鳥庫吉、亚历山大·沃文等人均认同此说。
一些現代的學術研究對於木骨閭故事的真實性表示懷疑，Nikolay N. Kradin 認為，這些軼事是刻意要顯示北方遊牧民的低下出身與野蠻本性的中國史學家所作；內田吟風認為，木骨閭的故事很可能反映了拓跋鮮卑內部流傳的，關於柔然發跡的傳說。
柔然王族后裔郁久闾可婆头的墓志中自称祖先是“莫容可汗”，陕西师范大学历史文化学院李宗俊教授认为，“莫容”应即“慕容”，柔然出自鲜卑，郁久闾氏可能源于鲜卑慕容氏。李宗俊认为，“慕容”应即“慕郁”，应是“木骨郁”的蹙读，慕容氏最早的两位祖先莫护跋、木延与木骨闾其实都是以“mo”或“mu”（汉语拼音）为姓，或者都是将“murong”“muyu”简称为“mo”或“mu”为姓氏。而“莫”“木”“慕”其实都是他们在早期汉化的过程中的不同汉译，后来才统一约定俗成为“慕容”。